# Plasencia

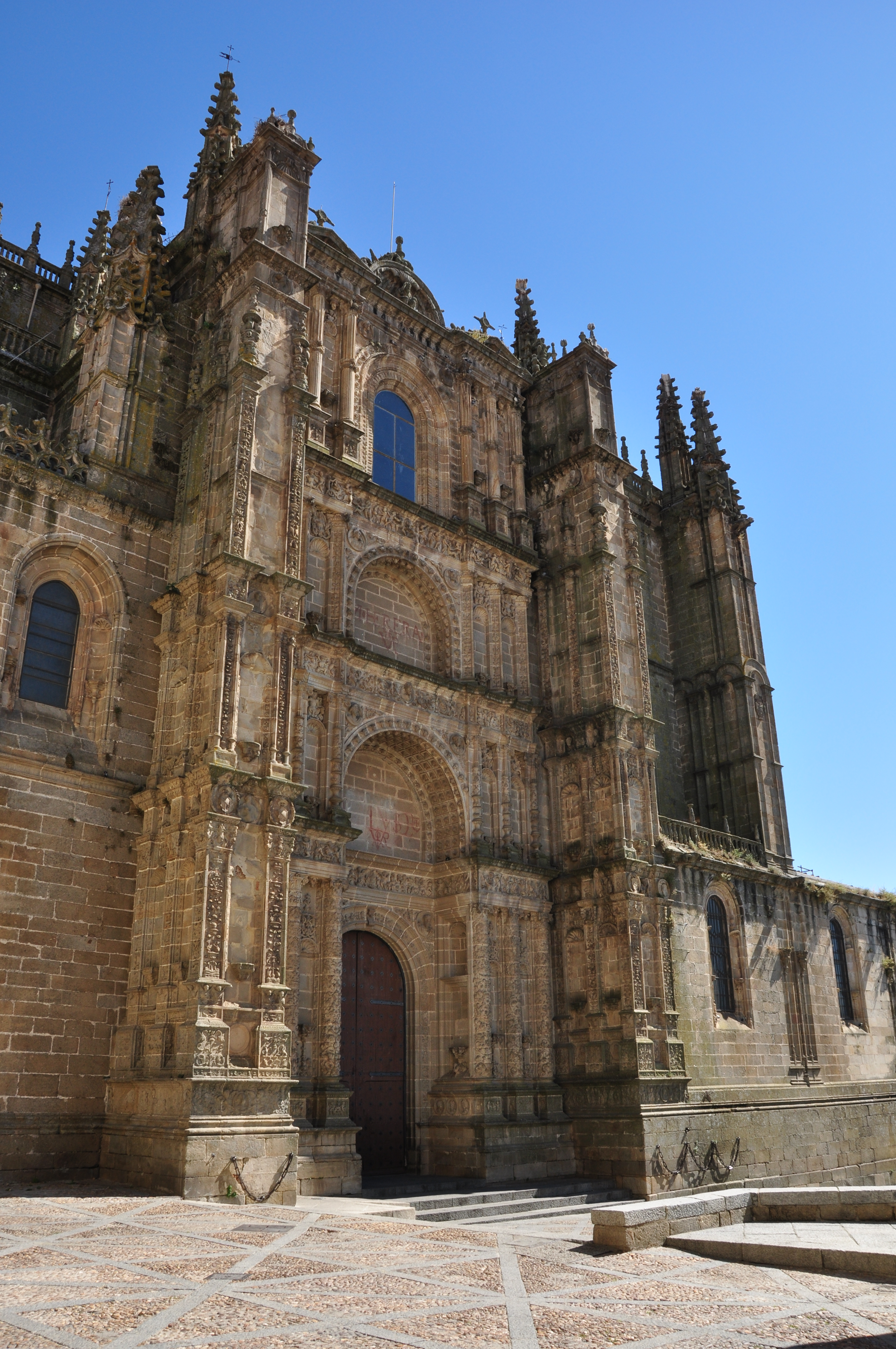
Catedral de Plasencia

Plasencia là một đô thị trong tỉnh Cáceres, Extremadura, Tây Ban Nha. Dân số (±) 41.002 người (2012).
| Biến động dân số (1797 – 2006) | Biến động dân số (1797 – 2006) | Biến động dân số (1797 – 2006) | Biến động dân số (1797 – 2006) | Biến động dân số (1797 – 2006) | Biến động dân số (1797 – 2006) | Biến động dân số (1797 – 2006) | Biến động dân số (1797 – 2006) | Biến động dân số (1797 – 2006) | Biến động dân số (1797 – 2006) | Biến động dân số (1797 – 2006) | Biến động dân số (1797 – 2006) | Biến động dân số (1797 – 2006) | Biến động dân số (1797 – 2006) | Biến động dân số (1797 – 2006) | Biến động dân số (1797 – 2006) | Biến động dân số (1797 – 2006) | Biến động dân số (1797 – 2006) | Biến động dân số (1797 – 2006) |
| ------------------------------ | ------------------------------ | ------------------------------ | ------------------------------ | ------------------------------ | ------------------------------ | ------------------------------ | ------------------------------ | ------------------------------ | ------------------------------ | ------------------------------ | ------------------------------ | ------------------------------ | ------------------------------ | ------------------------------ | ------------------------------ | ------------------------------ | ------------------------------ | ------------------------------ |
| 1797                           | 1842                           | 1857                           | 1860                           | 1877                           | 1887                           | 1897                           | 1900                           | 1910                           | 1920                           | 1930                           | 1940                           | 1950                           | 1960                           | 1970                           | 1981                           | 1991                           | 2001                           | 2007                           |
| 4.950                          | 6.026                          | 6.844                          | 6.206                          | 7.090                          | 8.044                          | 8.351                          | 8.208                          | 9.459                          | 10.002                         | 12.418                         | 16.255                         | 18.203                         | 21.297                         | 27.174                         | 32.178                         | 36.826                         | 37.690                         | 39.982                         |